# قنبلة منطقية
القنبلة المنطقية (بالإنجليزية: logic bomb)‏ هو قطعة من التعليمات البرمجية مدرجة عمداً في نظام برمجي يقوم بإطلاق وظيفة ضارة عند استيفاء شروط محددة. على سبيل المثال، قد يخفي المبرمج جزءًا من التعليمات البرمجية التي تبدأ في حذف الملفات (مثل الراتب قاعدة بيانات)، ينبغي أن يكون من أي وقت مضى إنهاؤها من الشركة.
البرامج التي تكون ضارة بطبيعتها، مثل الفيروسات (viruses) والديدان (worms), غالبًا ما تحتوي على قنابل منطقية (logic bomb) تنفذ حمولة معينة في وقت محدد مسبقًا أو عند استيفاء بعض الشروط الأخرى. هذه التقنية يمكن استخدامها من قبل فيروس أو دودة لاكتساب المزيد من الانتشار قبل أن يلاحظ. تهاجم بعض الفيروسات أنظمة المضيف (host systems) في تواريخ محددة، مثل يوم الجمعة 13th أو يوم كذبة ابريل. وأحصنة طروادة (Trojans) التي تنشط في تواريخ معينة غالبا ما تسمى «قنابل موقوتة» (time bombs).
لكي يتم اعتبار القنبلة المنطقية (logic bomb)، يجب أن تكون الحمولة غير مرغوب فيها وغير معروفة لمستخدم البرنامج. على سبيل المثال، لا تُعتبر برامج التجارب (trial programs) التي تحتوي على تعليمات برمجية تعطل وظيفة معينة بعد فترة معينة، عادةً كقنابل منطقية (logic bomb).

## يفترض القصف المنطقي لخط أنابيب عبر سيبيريا
وقد ورد أنه في عام 1982 وقع حادث خط أنابيب عبر سيبيريا ببسبب قنبلة منطقية (logic bomb). (تم الإبلاغ في وقت لاحق أن هذه القصة قد تكون خدعة. ) تم لإبلاغ عن سرقة أحد عملاء KGB لخطط نظام تحكم متطور وبرامجه من شركة كندية، لاستخدامها على خط أنابيب سيبيريا. من المفترض أن وكالة المخابرات المركزية (CIA) قد تم تسليمها بواسطة وثائق في Farewell Dossier الشركة قد أدرجت قنبلة منطقية في البرنامج لأغراض التخريب.

## قنابل منطقية ناجحة
- في أكتوبر 2005، اكتشف مارك Russinovich أن سوني BMG قد ضمنت قنبلة منطقية في أسطوانات الموسيقى الخاصة بها والتي بصمت ودون موافقة مثبتة برامج غير آمنة على أجهزة الكمبيوتر الخاصة بالعملاء. قام هذا البرنامج بمراقبة عادات الاستماع الخاصة بالعميل والإبلاغ عنها، كما قام بتعديل وصول نظام التشغيل إلى أجهزتهم. كانت مسارات الوصول عن بعد التي فتحتها طروادة (trojan) غير آمنة، ويمكن استغلالها بواسطة برامج خبيثة أخرى. وزعوا ما يقرب من 22 مليون من هذه الأقراص المدمجة.[3]
- في يونيو 2006، تم تكليف Roger Duronio ، وهو (system administrator) مسؤول عن نظام  UBS, استخدام قنبلة منطقية لإلحاق الضرر بشبكة الكمبيوتر الخاصة بالشركة، وتزوير الأوراق المالية بسبب فشله في خفض أسهم الشركة بتفعيل القنبلة المنطقية (logic bomb).[4][5] و قد أدين Duronio فيما بعد وحُكم عليه بالسجن لمدة 8 سنوات وشهر واحد، بالإضافة إلى تعويض قدره 3.1 مليون دولار إلى بنك UBS.[6]
- في 20 مارس 2013، في هجوم شنت ضد كوريا الجنوبية، ضربت قنبلة منطقية (logic bomb) آلات و «محو الأقراص الصلبة وسجلات التمهيد الرئيسي لثلاثة بنوك على الأقل وشركتين وسائل الإعلام في وقت واحد.» [7][8] Symantec ذكرت أن البرمجيات الخبيثة احتوت أيضا على عنصر قادر على مسح آلات لينكس.[9][10]

## محاولة قنابل المنطق
- في فبراير / شباط 2000، Tony Xiaotong ، المتهم أمام هيئة المحلفين الكبرى، بزرع قنبلة منطقية (logic bomb) اثناء عمله كمبرمج وتاجر في الأوراق المالية في Deutsche Morgan Grenfell. كانت القنبلة (logic bomb)، التي زرعت في عام 1996، تاريخاً حافلاً في 20 يوليو 2000، ولكن تم اكتشافها من قبل مبرمجين آخرين في الشركة. ويُزعم أن إزالة وتنظيف القنبلة استغرق عدة أشهر.[11]
- في 2 أكتوبر / تشرين الأول 2003، قام Yung-Hsun Lin, المعروف أيضا باسم Andy Lin, بتغير الرمز على خادم في شركة ميدكو للحلول الصحية Inc.'  ، في  نيو جيرسي (New Jersey)، حيث كان يعمل كمسؤول في Unix ، مما أدى إلى إنشاء قنبلة منطقية (logic bomb) انطلق في عيد ميلاده في عام 2004. فشلت في العمل بسبب خطأ في البرمجة، لذلك صحح Lin الخطأ وأعاد تعيينه ليبدأ يوم عيد ميلاده التالي، ولكن تم اكتشافه وتعطيله بواسطة مسؤول أنظمة الكمبيوتر في Medco قبل بضعة أشهر من trigger date. اعترف Lin بأنه مذنب وحُكم عليه بالسجن لمدة 30 شهراً في سجن فدرالي بالإضافة إلى مبلغ قدره 81,200 دولار كتعويض. كانت العقوبة القصوى هي 10 سنوات وغرامة قدرها 250.000 دولار أمريكي.[12][7]
- في 29 أكتوبر 2008، تم اكتشاف قنبلة منطقية (logic bomb) في فاني ماي (Fannie Mae). القنبلة كانت مزروعة من قبل Rajendrasinh Babubhai Makwana ، هي مقاولة في مجال تكنولوجيا المعلومات عملت في منشأة فاني ماي في أوربانا بولاية ميريلاند. ومن المقرر أن يتم تفعيل القنبلة في 31 يناير 2009 ويمكن أن تمسح كل خوادم فاني ماي 4000. وقد تم إنهاء Makwana حوالي الساعة 1:00 ظهراً في 24 أكتوبر 2008 وتمكنت من زرع القنبلة قبل إلغاء الوصول إلى شبكته. تم توجيه الاتهام إلى Makwana في إحدى محاكم ولاية ماريلاند في 27 يناير / كانون الثاني 2009 بتهمة الدخول غير المصرح به إلى الكمبيوتر،[13][14] وأُدين في 4 أكتوبر / تشرين الأول 2010، وحُكم عليه بالسجن لمدة 41 شهرًا في 17 ديسمبر / كانون الأول 2010.[15]
- في أكتوبر 2009، تم إنهاء Douglas Duchak من وظيفته كمحلل بيانات في مركز عمليات كولورادو سبرينغز (CSOC) التابع لإدارة أمن النقل بالولايات المتحدة. التقطت كاميرات المراقبة صور Duchak لتي تبين دخوله المرفق وبعد ساعات، وقام بتحميل قنبلة منطقية (logic bomb) على خادم CSOC تخزين البيانات من المارشال الأمريكيين. في يناير / كانون الثاني 2011، حكم على Duchak بالسجن لمدة عامين، وغرامة 60.587 دولار، و 3 سنوات تحت الاختبار.[16] وفي جلسة النطق بالحُكم، اعتذر Duchak بالدموع حينما أشار محاميه إلى أن زوجة دوكاك كانت حاملاً في طفولتها الثانية وقت وقوع الحادثة. ذكر القاضي في الحكم أن هذا القنبلة المنطقية «كانت حادثًا شاذًا في تاريخ العمل غير المنضبط».[17]

## قنابل منطقية خيالية
- في "Moffett's Ghost"، حلقة من مسلسل تلفزيوني Airwolf ، يفقد هوكي السيطرة على الكمبيوتر الموجود على متن الطائرة، والذي تم برمجته على جهاز توقيت من قبل مؤسس Airwolf ، الدكتور Charles Henry Moffett. بمجرد تفعيلها، يتم ضبط Airwolf لتدمير أي طائرة في نطاقها.

- في كتاب Michael Crichton «جوراسيك بارك» (Jurassic Park)، قام فني الكمبيوتر دينيس نيدري بإدخال كائن في ترميز الحواسيب المركزية للحديقة التي من شأنها أن تغلق قوة الجزيرة بأكملها (بما في ذلك الإمداد بالأسوار الكهربائية) من أجل سرقة العديد من أجنة الديناصورات في الفوضى. سميت القنبلة المنطقية (logic bomb) باسم «الأرنب الأبيض» (White Rabbit).

- كتاب Debt of Honor لتوم كلانسي (Tom Clancy) يعرض قنبلة منطقية (logic bomb) مثبتة في رمز أجهزة الكمبيوتر المختلفة في سوق الأوراق المالية.

- وتزعم شخصية هيو جاكمان (Hugh Jackman) في Swordfish ، ستانلي جوبسون (Stanley Jobson)، أنها «أسقطت قنبلة منطقية (logic bomb) من خلال الباب المسحور» بينما اخترقت شبكة وزارة الدفاع.

- في حلقة "Scattered" من عام 2004 إعادة تخيل Battlestar Galactica ، ترك Cylons قنبلة منطقية (logic bomb) في أجهزة الكمبيوتر الخاصة بالسفينة بعد فترة وجيزة من الوصول إليها. يتسبب في وقت لاحق سلسلة من الأعطال نظام كارثي تقريبا.

- في مستوى CIA من Tom Clancy's Splinter Cell ، جهاز كمبيوتر ولعبة فيديو وحدة التحكم، يمكن سماع محادثة مع الإشارة إلى قنبلة منطقية (logic bomb).

- في الموسم الثالث من 24 ، تتلاعب نينا مايرز (Nina Myers) جاك باور بتفعيل فيروس في أنظمة الكمبيوتر CTU بدون علم. يتم تنشيطه عن طريق مكالمة هاتفية لرقم معين.

- في الموسم السادس، الحلقة 8 من Spooks ، تنطلق منظمة يالطا (Yalta organization) من قنبلة منطقية (logic bomb) مزروعة داخل شبكة الدفاع الأمريكية لإغلاق جميع الأقمار الصناعية الأمريكية. يتم تفعيلها عن طريق إدخال رمز في لعبة مما يجعل القنبلة المنطقية (logic bomb) لنسخ فيروس إلى جميع الأقمار الصناعية وإغلاقها.

- في الحلقة 6 من الحلقة 6 من NCIS ، تحدث آبي (Abby) وماكجي (McGee) عن منطق يعطيهم فكرة استخدام قنبلة منطقية (logic bomb) لاختراق أجهزة الكمبيوتر على الناقل البحري الأمريكي للوصول إلى ملفات معينة. لا توجد تفاصيل حول القنبلة نفسها على الشاشة أو تمت مناقشتها على الإطلاق.

- في الموسم 9، الحلقة 12 من العقول إجرامية (Criminal Minds) («الملكة السوداء»)، يتم استخدام قنبلة منطقية ضد الفريق الذي يبدأ في حذف المعلومات مع محاولات فاشلة للقضاء على الكود.

- في الموسم 2، الحلقة 5 من (Mr. Robot) السيد روبوت  ("eps2.3_logic-b0mb.hc")، يناقش إيليوت (Elliot) استخدام قنبلة منطقية (logic bomb) لاختراق هواتف أندرويد FBI وكلاء شبكة E وتطبيقاتها.

- في سلسلة The Illuminae Files ، و Kady Grant ، و Byron Zhang ، و AIDAN ، يكتبون قنبلة منطقية (logic bomb) لإرسالها إلى جهاز كمبيوتر لينكولن على متن الطائرة.

- في لعبة فيديو توم كلانسيز رينبو سكس سايج (Tom Clancy's Rainbow Six Siege)، فإن شخصية دوكايبي (Dokkaebi) قادرة على نشر قنبلة منطقية (logic bomb) يمكنها تجاوز هواتف العدو وإثارة إلهاء.